# Бішкураєвська сільська рада (Ілішевський район)
Бішкура́євська сільська рада (рос. Бишкураевский сельский совет) — муніципальне утворення у складі Ілішевського району Башкортостану, Росія. Адміністративний центр — село Бішкураєво.

## Населення
Населення — 892 особи (2019, 1029 у 2010, 1091 у 2002).

## Склад
До складу поселення входять такі населені пункти:
| Населений пункт           | Населення, осіб (2002) | Населення, осіб (2010) |
| ------------------------- | ---------------------- | ---------------------- |
| Бішкураєво, село          | 469                    | 433                    |
| Ілякшиде, присілок        | 240                    | 240                    |
| Мало-Бішкураєво, присілок | 168                    | 169                    |
| Ташчишма, присілок        | 21                     | 9                      |
| Тюліганово, присілок      | 193                    | 178                    |